# Picot de Namaqua
El picot de Namaqua (Dendropicos namaquus) és una espècie d'ocell de la família dels pícids (Picidae) que habita boscos madurs, sabanes, i terres de conreu al nord de la República Centreafricana, cap a l'est, a través del sud del Txad, centre i sud del Sudan, el Sudan del Sud fins Etiòpia i Somàlia i, cap al sud, a través de l'est i sud-est de la República Democràtica del Congo, Angola, Ruanda, Uganda, Kenya, Tanzània, Zàmbia, Malawi, Moçambic, Botswana, Zimbàbue, Namíbia i fins al nord de Sud-àfrica.